# Angelo Jank

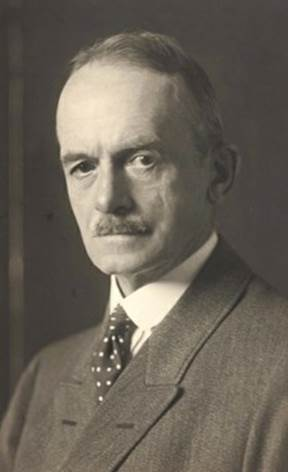
Angelo Jank nach seiner Ernennung zum Professor

Angelo Jank (* 30. Oktober 1868 in München; † 9. Oktober 1940 ebenda) war ein deutscher Tiermaler, Grafiker und Mitglied der Münchner Secession. Er war der Sohn des Theater- und Bühnenmalers Christian Jank.

## Leben

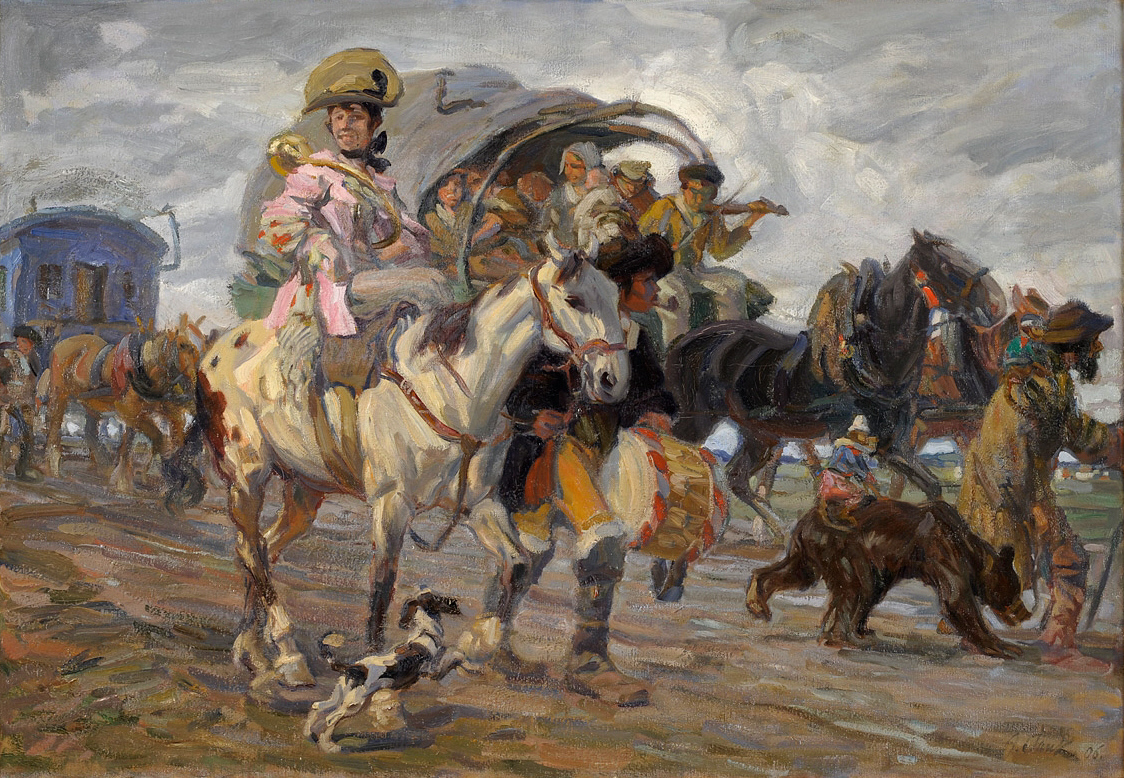
„Wanderzirkus“, 1906

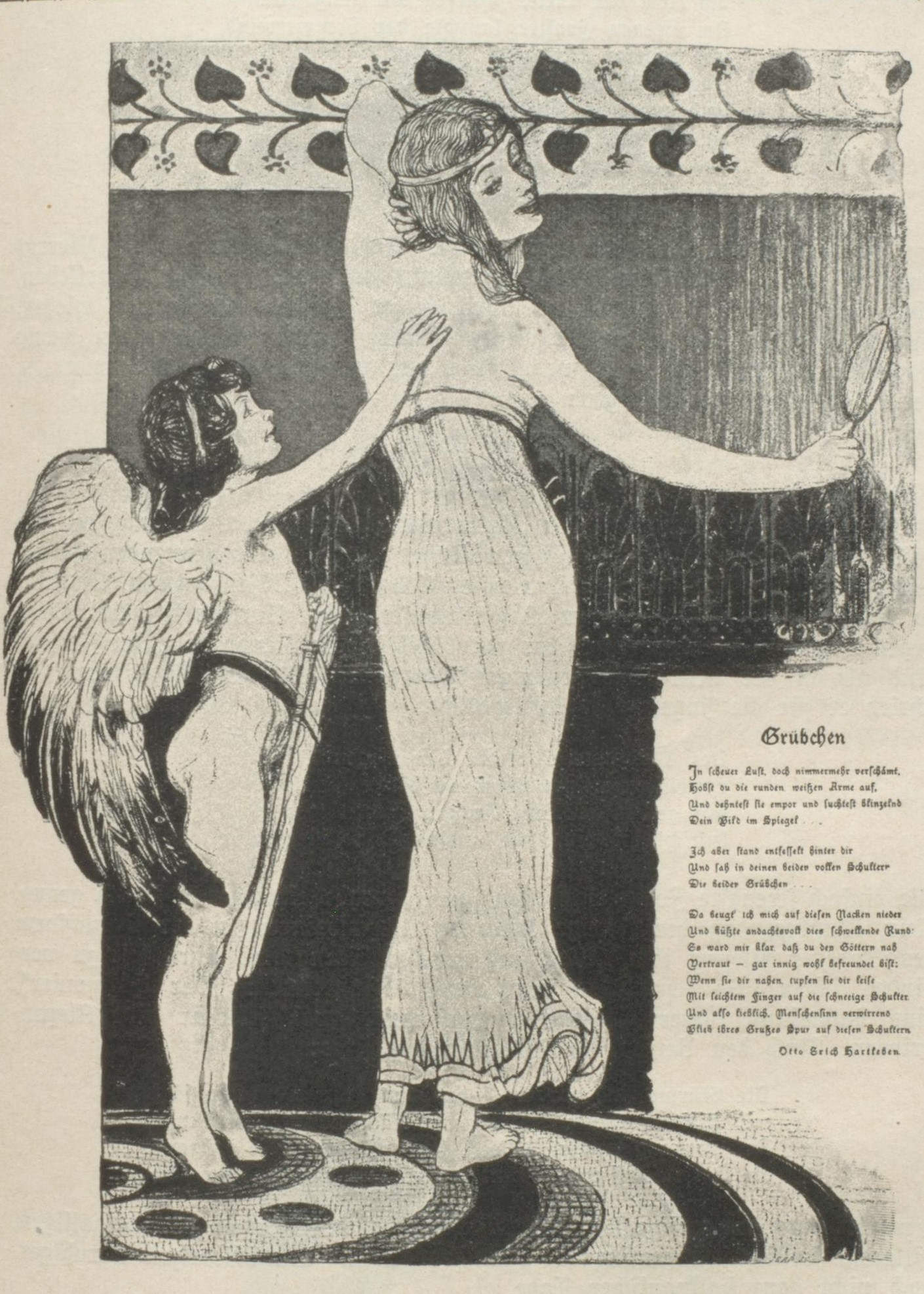
Illustration zu Otto Erich Hartleben: Grübchen, in: Simplicissimus (1896)

„Reitschuljagd“, datiert 1910;
Vierfarbdruck zum Militärreitinstitut Hannover, Illustrirte Zeitung Nr. 3911, Kriegsnummer 202, 1918

Nach dem Abitur 1888 am Wilhelmsgymnasium München studierte Angelo Jank von 1891 bis 1896 in München an der Akademie der bildenden Künste bei Ludwig von Löfftz und Paul Hoecker und stellte seit 1895 mit der Gruppe G und der Scholle im Münchner Glaspalast aus.
Im Jahr 1896 war Jank erstmals auf einer Ausstellung der Münchner Secession vertreten. Im Herbst 1898 verbrachte er mit Max Feldbauer mehrere Wochen in Harburg. 1899 bis 1907 war er Lehrer an der Damenakademie der Münchner Künstlerinnen-Vereinigung. 1907 erfolgte ebenfalls an der Damenakademie seine Ernennung zum Professor der Akademie der Bildenden Künste München als Nachfolger von Wilhelm von Diez.
Nach der Emeritierung des Tiermalers und Impressionisten Heinrich von Zügel im Jahr 1922 leitete Jank als dessen Nachfolger die Tiermalklasse an der eigentlichen Akademie der Bildenden Künste München. Ende der 1920er Jahre wurde Jank zum 1. Vorsitzenden des Vereins Bildender Künstler München Secession gewählt. In dieser Funktion hatte er auch die Ausstellungsleitung der Münchner Kunstausstellungen im Glaspalast inne.
Er malte insbesondere Pferde und Reiter in Bewegung. Hierbei verwendete er eine flotte impressionistische Technik. Ab 1906 malte er Wandgemälde für den Münchner Justizpalast sowie Historienbilder für das Berliner Reichstagsgebäude. Zu Janks Schülern gehörten unter anderem Willibald Besta, Erma Bossi, Elise Daimler, Lothar Dietz, Josef Hengge, Berta Kaiser, Franz Xaver Stahl, Karl Gatermann der Jüngere, Berta Katharina Lassen, Fritz Heinsheimer, Karl Friedrich Roth, Amanda Tröndle-Engel, Margaretha von Plessen und Paul Stollreither.
Jank war Mitarbeiter an der Münchner Wochenzeitschrift Die Jugend und am Simplicissimus. Er war seit 1904 mit Freiin Anna von Thüngen verheiratet, seine Tochter Ali (Anna-Luise) Jank, geboren 25. Juli 1916, heiratete 1939 Bertram Riedesel Freiherr zu Eisenbach. Angelo Jank hatte außerdem mit der Künstlerin Marie Schnür (1869–1934) einen unehelichen Sohn Klaus (* Februar 1906), den Schnür nur erziehen durfte, nachdem sie 1907 eine Scheinehe mit Franz Marc eingegangen war.
Angelo Jank war u. a. Mitglied im Deutschen Künstlerbund und in der Zeit des Nationalsozialismus der Reichskammer der bildenden Künste. Für diese Zeit ist seine Teilnahme an 12 großen Gruppenausstellungen sicher belegt, darunter an vier Großen Deutschen Kunstausstellungen in München. Seine Gemälde entsprachen dem nazistischen Kunstgeschmack, und in München erwarben Hitler die Bilder Meldereiter und Reiterjugend, Hans von Tschammer und Osten Nasse Jagd und Otto Meißner Hinter den Hunden.